# Phalonidia mimohospes
Phalonidia mimohospes es una especie de polilla del género Phalonidia, categorizada en la tribu Cochylini, de la subfamilia Tortricinae.

## Distribución
Se distribuye por América del Sur: Brasil, en el estado de Paraná.

## Taxonomía
Fue descrita por Razowski & Becker en 1983 y publicada en la revista Acta Zoologica Cracoviensia 26: 433.